# Gazet van Stekene

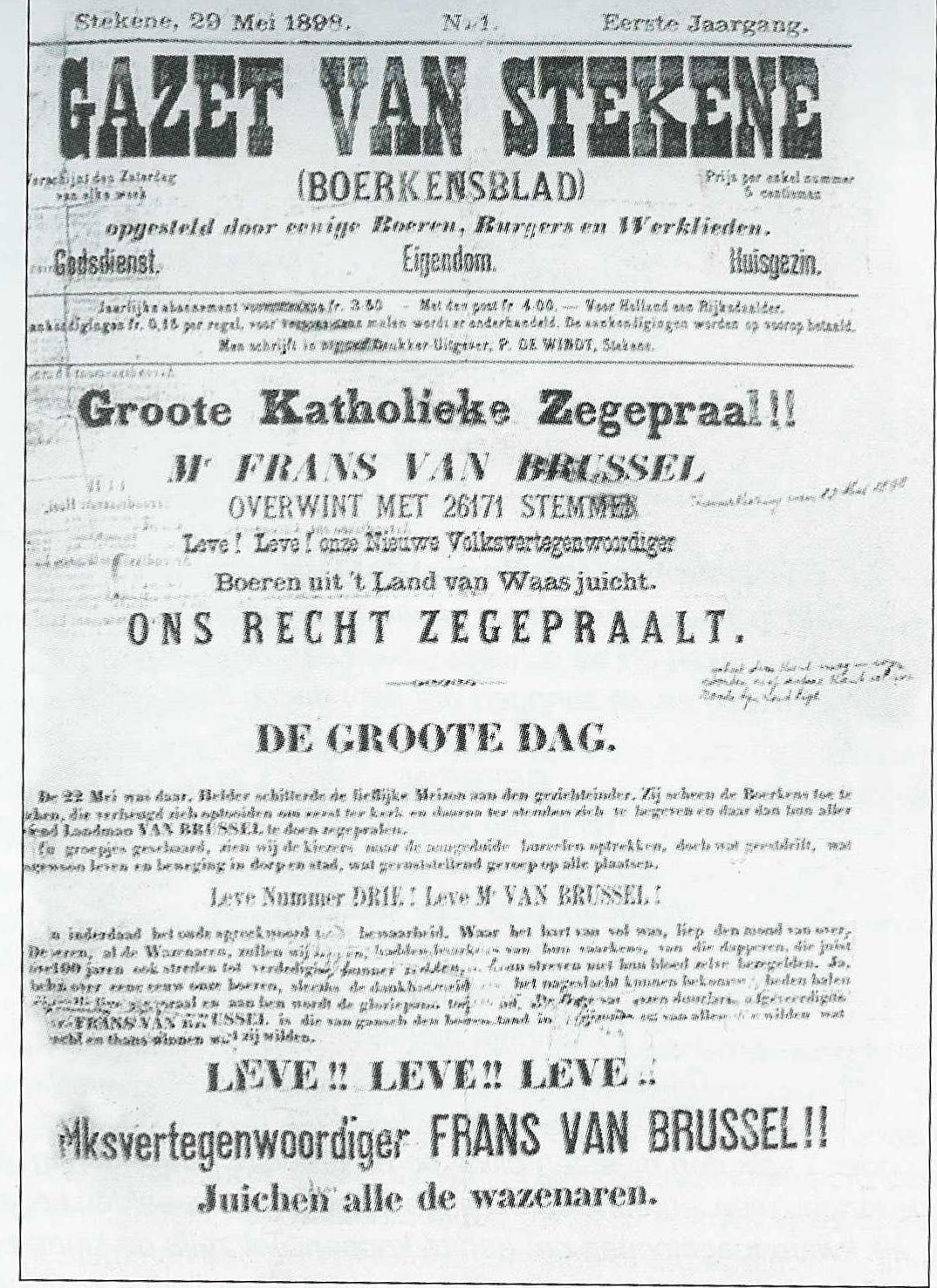
Het eerste nummer uit 1898.

De Gazet van Stekene is een voormalig weekblad dat werd uitgegeven in de Belgische gemeente Stekene. Het blad verscheen van 1898 tot 1963 met als ondertitel het Boerkensblad. Het werd samengesteld door boeren, burgers en werklieden, waarmee men wilde aangegeven dat het niet kwam van intellectuelen.
Het katholieke blad rolde een eerste maal van de pers op 29 mei 1898 naar aanleiding van de verkiezingen van 22 mei 1898. Frans Van Brussel (1846-1923) werd als kandidaat voor de landbouwers op die dag verkozen, met de steun van drukker en uitgever Pieter De Windt.

## Uitgever
Uitgever Pieter De Windt was in 1860 geboren te Maldegem en was familie van de Vlaamse dichter Karel Lodewijk Ledeganck. Aanvankelijk begon Pieter gedichten te schrijven onder de naam Boerke Waardichter. Reeds in 1895 verscheen de bundel Boerken Waardichters Kluchtige Liederen en Gedichten. Het werd uitgegeven door Het Volk en telde 155 bladzijden.
Daarnaast verschenen er ook gedichten in de regionale kranten de Eecloonaar, Het Burgerwelzijn, 't Getrouwe Maldeghem, Het Weekblad van Maldeghem en Het Fondsdenblad.
In 1896 huwde hij te Stekene met Joanna Windey (1854-1944), die reeds eerder gehuwd was met bakker Aloys De Smedt (1832-1891) en kinderloos bleef. Na hun huwelijk vestigde het paar zich in Stekene, nabij het gemeentehuis.
Pieter bleef actief tot in 1930 en liet de drukkerij en redactie over aan zijn neef Domien Van Hoye. Die liet het bedrijf in 1936 over aan zijn zoon Hector Van Hoye, die het in 1974 op zijn beurt over liet aan zijn zonen Firmin, Luc en Romain. In 1963 verscheen de laatste uitgave van de Gazet van Stekene. Ondertussen was Pieter De Windt in 1934 overleden. De drukkerij is thans nog altijd gevestigd op diezelfde locatie nabij het gemeentehuis van Stekene.
Met ingang van 18 december 2021 kwam opnieuw een krant onder de titel Gazet van Stekene uit.